# Antigua az 1976. évi nyári olimpiai játékokon
Antigua a kanadai Montréalban megrendezett 1976. évi nyári olimpiai játékok egyik részt vevő nemzete volt. Az országot az olimpián 2 sportágban 10 sportoló képviselte, akik érmet nem szereztek. Antigua és Barbuda első alkalommal vett részt az olimpiai játékokon.

## Atlétika
Férfi
| Versenyző                                                     | Versenyszám     | Előfutam | Előfutam | Előfutam | Negyeddöntő | Negyeddöntő | Negyeddöntő | Elődöntő | Elődöntő | Elődöntő | Döntő   | Döntő    |
| Versenyző                                                     | Versenyszám     | Idő      | Hely.    | Össz.    | Idő         | Hely.       | Össz.       | Idő      | Hely.    | Össz.    | Idő     | Helyezés |
| ------------------------------------------------------------- | --------------- | -------- | -------- | -------- | ----------- | ----------- | ----------- | -------- | -------- | -------- | ------- | -------- |
| Cuthbert Jacobs                                               | 200 m           | 21,50    | 2.       | 18.**    | 21,33       | 6.          | 22.*        | kiesett  | kiesett  | kiesett  | kiesett | kiesett  |
| Fred Sowerby                                                  | 400 m           | 48,12    | 5.       | 33.      | 48,03       | 7.          | 28.         | kiesett  | kiesett  | kiesett  | kiesett | kiesett  |
| Conrad Mainwaring                                             | 110 m gát       | 15,54    | 8.       | 22.      |             |             |             | kiesett  | kiesett  | kiesett  | kiesett | kiesett  |
| Conrad Mainwaring                                             | 400 m gát       | 54,67    | 6.       | 20.      |             |             |             | kiesett  | kiesett  | kiesett  | kiesett | kiesett  |
| Calvin Greenaway Paul Richards Everton Cornelius Elroy Turner | 4 × 100 m váltó | 41,84    | 7.       | 19.      |             |             |             | kiesett  | kiesett  | kiesett  | kiesett | kiesett  |
| Cuthbert Jacobs Paul Richards Elroy Turner Fred Sowerby       | 4 × 400 m váltó | 3:09,66  | 8.       | 14.      |             |             |             |          |          |          | kiesett | kiesett  |

| Versenyző        | Versenyszám | Selejtező | Selejtező | Döntő    | Döntő    |
| Versenyző        | Versenyszám | Eredmény  | Helyezés  | Eredmény | Helyezés |
| ---------------- | ----------- | --------- | --------- | -------- | -------- |
| Calvin Greenaway | Távolugrás  | 696 cm    | 29.       | kiesett  | kiesett  |
| Maxwell Peters   | Hármasugrás | 14,94 m   | 21.       | kiesett  | kiesett  |

* - egy másik versenyzővel azonos időt ért el

** - két másik versenyzővel azonos időt ért el

## Kerékpározás

### Pálya-kerékpározás
Sprintverseny
| Versenyző       | Versenyszám  | 1. forduló                                            | 1. forduló | Vigaszág                                        | Vigaszág | Nyolcaddöntő           | Nyolcaddöntő | Vigaszág selejtező     | Vigaszág selejtező | Vigaszág döntő       | Vigaszág döntő | Negyeddöntő          | 5–8. helyért           | 5–8. helyért | Elődöntő             | Döntő                | Helyezés    |
| Versenyző       | Versenyszám  | Ellenfelek Győztes idő                                | Hely.      | Ellenfelek Győztes idő                          | Hely.    | Ellenfelek Győztes idő | Hely.        | Ellenfelek Győztes idő | Hely.              | Ellenfél Győztes idő | Hely.          | Ellenfél Győztes idő | Ellenfelek Győztes idő | Hely.        | Ellenfél Győztes idő | Ellenfél Győztes idő | Helyezés    |
| --------------- | ------------ | ----------------------------------------------------- | ---------- | ----------------------------------------------- | -------- | ---------------------- | ------------ | ---------------------- | ------------------ | -------------------- | -------------- | -------------------- | ---------------------- | ------------ | -------------------- | -------------------- | ----------- |
| Patrick Spencer | Férfi egyéni | Michel Vaarten (BEL) · Leigh Barczewski (USA) · 11,26 | 3.         | Klaas Pieters (NED) · Vlado Fumić (YUG) · 11,71 | 3.       | kiesett                | kiesett      | kiesett                | kiesett            | kiesett              | kiesett        | kiesett              | kiesett                | kiesett      | kiesett              | kiesett              | helyezetlen |

Időfutam
| Versenyző        | Versenyszám  | Idő           | Helyezés      |
| ---------------- | ------------ | ------------- | ------------- |
| Donald Christian | Férfi egyéni | nem ért célba | nem ért célba |

Üldözőversenyek
| Versenyző        | Versenyszám  | Selejtező     | Selejtező     | Nyolcaddöntő | Nyolcaddöntő | Nyolcaddöntő | Negyeddöntő  | Negyeddöntő | Negyeddöntő | Elődöntő     | Elődöntő  | Elődöntő | Döntő        | Döntő     | Helyezés    |
| Versenyző        | Versenyszám  | Idő           | Hely.         | Ellenfél Idő | Saját idő    | Hely.        | Ellenfél Idő | Saját idő   | Hely.       | Ellenfél Idő | Saját idő | Hely.    | Ellenfél Idő | Saját idő | Helyezés    |
| ---------------- | ------------ | ------------- | ------------- | ------------ | ------------ | ------------ | ------------ | ----------- | ----------- | ------------ | --------- | -------- | ------------ | --------- | ----------- |
| Donald Christian | Férfi egyéni | nem ért célba | nem ért célba | kiesett      | kiesett      | kiesett      | kiesett      | kiesett     | kiesett     | kiesett      | kiesett   | kiesett  | kiesett      | kiesett   | helyezetlen |